# 황인무 (1956년)
황인무(黃仁武, 1956년 2월 29일 ~ )는 대한민국의 군인, 정치인이다.

## 경력
- 김판규 육군참모총장 비서실 실장
- 육군참모총장 비서실 실장 재직 시절 육군 준장 진급(2002년 2월)
- 대통령 비서실 국방담당관(2002년 11월 ~ 2006년 11월)
- 국가안전보장회의 국방정책담당관(2006년 11월 ~ 2007년 11월)
- 대한민국 육군 제32사단장 직책 보임과 동시에 육군 소장 진급
- 대한민국 육군대학교 총장 직책 보임과 동시에 육군 중장 진급
- 대한민국 육군 교육사령관
- 대한민국 육군참모차장
- 대한민국 육군참모차장 재직 시절 육군 중장 예편(2014년 4월 6일)
- 대한민국 전쟁기념사업회 부회장
- 대한민국 국방과학연구소 전문위원
- 대한민국 통일부 통일준비위원회 외교안보분과 전문위원
- 건양사이버대학교 석좌교수
- 극동대학교 군사학과 석좌교수
- 대한민국 제41대 국방부 차관

## 학력
- 충청남도 대전고등학교 졸업
- 육군사관학교 35기 문학사
- 육군포병학교 졸업
- 육군공병학교 졸업
- 육군보병학교 졸업